# Listrognathus transversus
Listrognathus transversus là một loài tò vò trong họ Ichneumonidae.